# NGC 933
NGC 933 este o galaxie spirală situată în constelația Andromeda. A fost descoperită în 11 septembrie 1885 de către Lewis A. Swift.